# كرة القدم في الأوروغواي
تعتبر كرة القدم في أوروغواي الرياضة الأكثر شعبية. فاز منتخب أوروغواي لكرة القدم بلقبين لكأس العالم فيفا بالإضافة إلى 15 لقباً في كوبا أمريكا، مما يجعله أحد أنجح الفرق في أمريكا الجنوبية. فاز المنتخب الوطني بالنسخة الأولى للبطولة عام 1930، وفاز بها مرة أخرى عام 1950 .
كما فاز منتخب أوروغواي لكرة القدم بدورة الألعاب الأولمبية لكرة القدم مرتين، في عامي 1924 و1928، بالإضافة إلى كأس دي أورو دي كامبيونيس موندياليس ("موندياليتو") في 1980-1981.

## التاريخ

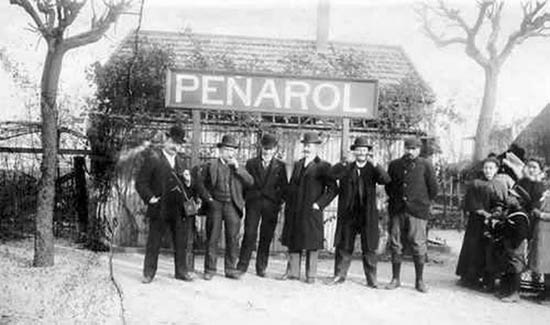
المدراء والموظفون الفنيون لسكة حديد أوروغواي المركزية (CUR) في محطة بينارول. نشر عمال السكك الحديدية ممارسة كرة القدم في أوروغواي

تم تقديم هذه الرياضة لأول مرة من قبل المهاجرين البريطانيين والمغتربين في القرن التاسع عشر. تقول بعض المراجع أن اللعبة قد تم تقديمها في عام 1880، في المدرسة الثانوية الإنجليزية بواسطة هنري كاسل آير، ولد في بدمينستر في مارس 1852.
تم لعب أول مباراة كرة قدم مسجلة في أوروجواي في عام 1881 بين نادي مونتيفيديو للتجديف (تأسس عام 1874) ونادي مونتيفيديو للكريكيت (1861)، بينما تأسس نادي ألبيون لكرة القدم في مونتيفيديو عام 1891، وكان أول نادٍ لكرة القدم في البلد.

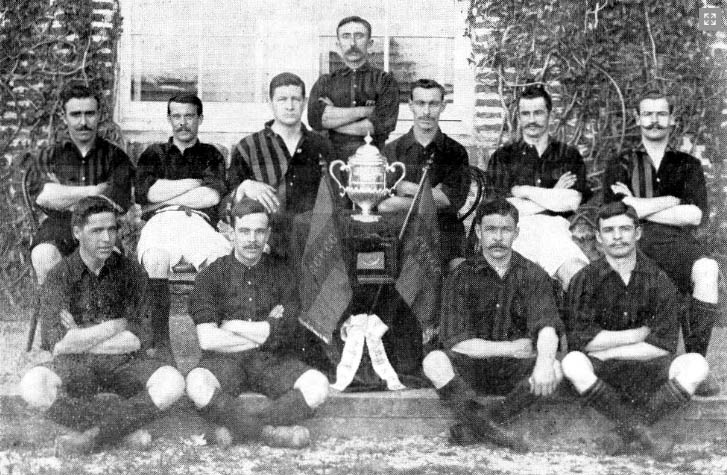
تم تأسيس CURCC من قبل المهاجرين البريطانيين في عام 1891، كونه سلف نادي بنيارول الحالي

ساهمت جولات أندية كرة القدم البريطانية في أمريكا الجنوبية في انتشار وتطوير كرة القدم في أوروغواي خلال السنوات الأولى من القرن العشرين. كان أول نادٍ يقوم بجولة هو ساوثهامبتون في عام 1904 ، تلاه العديد من الفرق (بشكل رئيسي من إنجلترا على الرغم من أن بعض أندية اسكتلندا زارت أمريكا الجنوبية أيضًا) حتى عام 1929 وكان تشيلسي آخر فريق قام بجولة.
كانت الفرق البريطانية تعتبر الأفضل في العالم بحلول ذلك الوقت، وكان بعضها مصدر إلهام لإنشاء أندية كرة القدم في أوروغواي والأرجنتين، بمساعدة هجرة المواطنين البريطانيين الذين وصلوا للعمل لدى الشركات البريطانية (في الغالب في بناء السكك الحديدية). CURCC وAlbion هما بعض الأمثلة على النوادي التي أنشأها المهاجرون البريطانيون إلى أمريكا الجنوبية.
أوروغواي هي دولة لا يتجاوز عدد سكانها أكثر من ثلاثة ملايين ونصف المليون، وتتميز بتركيز كبير من فرق كرة القدم المحترفة في مدينة مونتيفيديو. أكبر فريقين للنادي في دوري الدرجة الأولى للبلاد هما بينارول، الذي تأسس عام 1913، وناسيونال، التي تأسست عام 1899.

## نادي كرة القدم

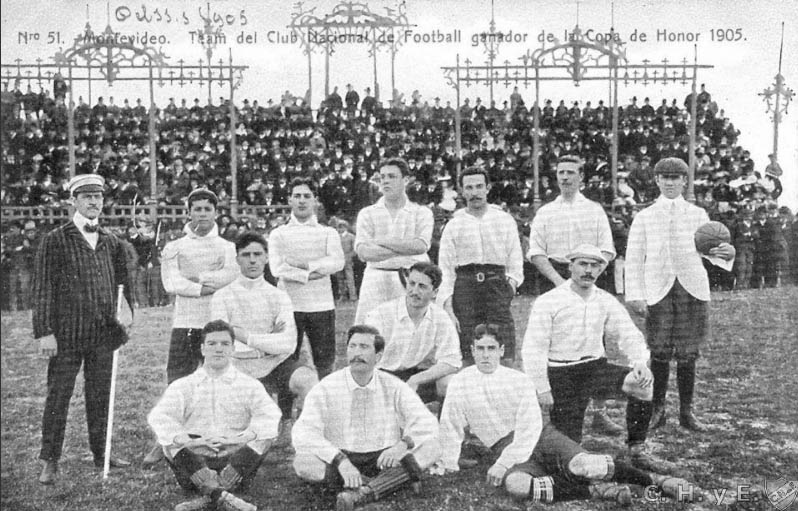
كان النادي الوطني لكرة القدم أول فريق كريولو في أوروجواي

ناسيونال هو نتيجة اندماج بين نادي مونتيفيديو لكرة القدم ونادي أوروجواي الرياضي، في 14 مايو 1899. تقرر هناك أن يهيمن ناديان كبيران من مونتيفيديو على علم النادي في أوروجواي، وهما بينارول وناسيونال، اللذان يتنافسان في بطولة الاتحاد الإفريقي لكرة القدم ( دوري الدرجة الأولى ). فاز بينارول بالبطولة 50 مرة (بما في ذلك ألقاب سلفها، CURRC ) وناسيونال 45 مرة، منذ أن بدأت في عام 1900. الفرق الأخرى التي فازت بالدوري كانت دانوبيو (4 مرات) ، ديفينسور سبورتينج (4 مرات)، ريفر بليت (4 مرات)، مونتيفيديو واندررز (3 مرات)، رامبلا جونيورز (مرة واحدة)، بيلا فيستا (مرة واحدة)، بروغريسو (مرة واحدة)، وسط إسبانيا (مرة واحدة). أيضًا، خلال عامي 1923 و1924، كان هناك دوري آخر لكرة القدم في أوروغواي، FUF (اتحاد أوروغواي لكرة القدم). لم يكن هناك سوى بطولتين، حصل عليهما أتلتيكو واندرارز وبينيارول (تم طردهما من AUF في عام 1922 وأعيد تأسيسهما في عام 1926، خلال بطولة المجلس المؤقتة، التي فاز بها بينارول).
فاز كل من ناسيونال وبينارول ثلاث مرات بكأس إنتركونتيننتال أيضًا في منافسات أمريكا الجنوبية، حيث فاز ناسيونال بكأس أمريكا الجنوبية مرتين، و ريكوبا سودامريكانا مرة واحدة وكوبا ليبرتادوريس ثلاث مرات، وفاز بينارول بكأس ليبرتادوريس خمس مرات. حديثا؛ 2011 وصل بينارول للنهائيات وسقط أمام سانتوس البرازيلي.
تسمى المباريات بين بينارول وناسيونال كلاسيكو الأوروغواي، وهو أطول دربي كرة قدم خارج بريطانيا العظمى.
معظم الأندية الأخرى في الدرجة الأولى هي أيضًا من مونتيفيديو. في موسم 2015–16 لدوري الدرجة الأولى الأوروغواياني ، جاء ناديان فقط هما بلازا كولونيا ويوفينتود دي لاس بيدراس من خارج العاصمة. في الوقت الحاضر (2015–16) كولونيا وكانيلون هما القسمان الوحيدان اللذان تم تمثيلهما في دوري الدرجة الأولى في أوروغواي.
نجح العديد من لاعبي كرة القدم في أوروجواي في كرة القدم الأوروبية، بمن فيهم اللاعبون الحاليون لويس سواريز وإدينسون كافاني ودييجو فورلان . حقق فورلان مسيرة ناجحة في إسبانيا مع أتلتيكو مدريد، حيث فاز بكل من الحذاء الذهبي الأوروبي وكأس بيتشيتشي مرتين. كان لسواريز مسيرة مهنية ناجحة في إنجلترا (مع ليفربول ) وإسبانيا (مع برشلونة )، حيث فاز بالحذاء الذهبي الأوروبي مرتين وكأس بيتشيتشي

## الفريق الوطني

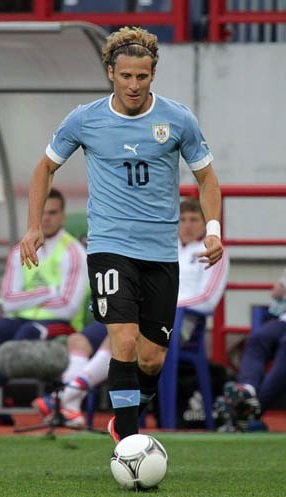
دييجو فورلان مع منتخب أوروجواي ، الفائز بالكرة الذهبية في كأس العالم 2010 FIFA

فاز منتخب أوروجواي ببطولات دولية أكثر من أي دولة أخرى. في كوبا أمريكا ، هم الفريق الأكثر نجاحًا، بعد أن فازوا بـ 15 لقباً. فازت أوروجواي بكأس العالم FIFA لأول مرة عام 1930، وهزمت منافستها الشرسة الأرجنتين في المباراة النهائية. في عام 1950، فازوا بكأس العالم للمرة الثانية، حيث هزموا البرازيل في ماراكانا في النهائي. كما فازوا بميداليتين ذهبيتين أولمبيتين في عامي 1924 و1928. أخيرًا، فازوا أيضًا في 1980 كأس العالم المصغرة للمنتخبات، وهي مسابقة في مونتيفيديو لجميع البلدان التي فازت بكأس العالم.
بين عامي 1970 و2010، فشلوا في الوصول إلى نصف نهائي كأس العالم  حتى عام 2010، عندما احتلوا المركز الرابع.

## لاعبين رائعين
- أليسيدس غيغيا - لعب في نهائيات كأس العالم 1950، وربما يتذكر أكثر من غيره أنه سجل الهدف الثاني في الدقيقة 34 من الشوط الثاني في نهائي البطولة ضد البرازيل، المعروف باسم " Maracanazo ".
- خوان ألبرتو شيافينو - يُنظر إليه على نطاق واسع على أنه أفضل لاعب أنتجته أوروجواي على الإطلاق، وواحد من أفضل اللاعبين في تاريخ اللعبة. فاز بكأس العالم 1950 FIFA مع منتخب بلاده.
- لويس سواريز - يلعب حاليًا مع انترميامي وهو الهداف التاريخي لأوروغواي حيث فاز بكأس أمريكا 2011. على مستوى الأندية، فاز بجائزتي الحذاء الذهبي الأوروبي، والعديد من الألقاب.

## منتخب السيدات
بدأ المنتخب الوطني لكرة القدم للسيدات التابع للاتحاد الإفريقي لكرة القدم في عام 1996 ، وأقيمت أول مسابقة رسمية للمنتخب الوطني في عام 1998. لقد لعبوا ضد منتخبات وطنية من أمريكا الجنوبية وفرق من قارات أخرى. كانت هناك مباريات فاز فيها وخسر، لكنهم لم يفوتوا أبدًا روح الشراكة واللعب النظيف. وكانت أبرز المباريات ضد منتخبات مثل الأرجنتين والبيرو والإكوادور والصين وفرق أخرى. لم يشاركوا قط في بطولة كأس العالم، لكنهم تمكنوا من تحقيق المشاركة في بطولة جنوب أمريكا. يتكون هذا الفريق الرائع من لاعبين تتراوح أعمارهم بين 16 و30 عامًا. وكانت آخر مبارياتها ضد البرازيل في 8 مارس وكولومبيا في 10 مارس وفنزويلا في 12 مارس وكلها في نفس العام.

## فرق أخرى بارزة في الدرجة الأولى
نادي دانوبيو لكرة القدم هو نادٍ محترف لكرة القدم تابع لمونتيفيو أوروغواي. تأسست في 1 مارس 1932 وتلعب في دوري الدرجة الأولى. حصلت على أربع بطولات أوروغواي في الدرجة الأولى أعوام 1988 و2004 و2006 و2007 و2013 و2014. في المسابقات الدولية وصلت إلى الدور نصف النهائي في كأس ليبرتادوريس عام 1989. بالإضافة إلى ذلك، وفقًا لـ IFFHS Danubio هو ثالث أفضل فريق في أوروجواي في القرن العشرين، خلف أكبر فريقين في أوروجواي. كان ظهوره الأول في ساحة رياضية في لا أونيون، التي انتهت بهزيمة بهدف مقابل لا شيء، لكنهم لم يستسلموا وتمكنوا من تحويل نفسه إلى نادٍ رائع في أوروجواي. يمتلك الفريق 17 لقبًا وطنيًا و17 لقبًا رسميًا. تم افتتاح ملعبها في 25 أغسطس 1957.
فريق آخر بارز من الدرجة الأولى هو نادي المدافع الرياضي، وهو ناد محترف في مونتيفيديو، أوروغواي. فازت بأربع بطولات أوروجواي في 1976 و1987 و1991 و2007-08. في المسابقات الدولية، وصلت إلى نصف نهائي كأس ليبرتادوريس عام 2014. بالإضافة إلى ذلك، وفقًا لـ IFFHS، كان ديفينسور سبورتنج أفضل نادٍ في العالم خلال سبتمبر 2007.